# Microstylum marudamalaiensis
Microstylum marudamalaiensis är en tvåvingeart som beskrevs av Joseph och Parui 1987. Microstylum marudamalaiensis ingår i släktet Microstylum och familjen rovflugor. Inga underarter finns listade i Catalogue of Life.